# Liste de groupes de pop punk
La liste suivante comprend des groupes de pop punk notables classés par ordre alphabétique.
- Haut – A
- B
- C
- D
- E
- F
- G
- H
- I
- J
- K
- L
- M
- N
- O
- P
- Q
- R
- S
- T
- U
- V
- W
- X
- Y
- Z

## 0-9
- +44[1]
- 5 Seconds of Summer[2],[3],[4]
- 999[5]

## A
- A Day to Remember[6]
- Alien Ant Farm[7],[8]
- Alkaline Trio[9],[10]
- ALL[11]
- The All-American Rejects[12],[13]
- All Time Low[6],[14],[15]
- Amber Pacific[16]
- American Hi-Fi[17]
- Ash[18],[19]
- The Ataris[20],[21]
- Autopilot Off[22]

## B
- Beat Crusaders[23],[24]
- Billy Talent[25]
- Blink-182[6],[26],[27],[28],[29]
- The Bouncing Souls[30],[31],[32]
- Bowling for Soup[33],[34]
- Boys Like Girls[35]
- Brand New[14],[36]
- Busted[37],[38]
- Buzzcocks[6]

## C
- Chixdiggit[39],[40]
- Cobra Starship[41],[42]

## D
- Dag Nasty[43]
- Descendents[44],[45],[46]
- The Donnas[47],[48]

## E
- Elastica[49],[50],[51]
- Eve 6[52]
- Every Avenue[53],[54]

## F
- Faber Drive[55]
- Face to Face[56]
- Fall Out Boy[6],[57],[58]
- Fenix*Tx[59]
- Finley[60]
- Four Year Strong[61],[62]

## G
- The Get Up Kids[58],[63],[64]
- Go Betty Go[65]
- Gob[66],[67]
- Goldfinger[68]
- Good Charlotte[6],[69],[70]
- Green Day[6],[26],[29],[71],[72],[73]
- Guttermouth[74],[75]

## H
- Hawk Nelson[76],[77]
- Hedley[78],[79]
- Hey Monday[80],[81]
- Hot Water Music[82]
- House of Heroes[83]

## I
- Idlewild[84],[85]

## J
- Jawbreaker[86],[87],[88]
- Jimmy Eat World[29],[58]

## K
- Kamakazi[89]
- Kids in Glass Houses[90]
- Killerpilze[91]

## L
- Lagwagon[92]
- The Lemonheads[93],[94]
- Less Than Jake[95]
- Lit[96]

## M
- Marianas Trench[79],[97]
- Matchbook Romance[98]
- The Matches[99]
- Mayday Parade[6],[100]
- McFly[37],[101]
- Me First and the Gimme Gimmes[102],[103]
- Melody Fall[104]
- Mest[105],[106]
- Millencolin[107],[108]
- Momoiro Clover Z[109]
- Motion City Soundtrack[110],[111]
- The Muffs[112]
- MxPx[6],[113],[114]
- My Chemical Romance[115],[116]

## N
- Nerf Herder[117],[118]
- The New Cities[79]
- New Found Glory[6],[119],[120]
- No Use for a Name[121]
- NOFX[6]

## O
- The Offspring[74],[122],[123]

## P
- Panda[124]
- Panic! at the Disco[125],[126],[127]
- Paramore[6],[128]
- Parasites[129]
- Plain White T's[130],[131],[132]

## Q
- The Queers[6]

## R
- The Red Jumpsuit Apparatus[133]
- Redd Kross[134]
- Relient K[135]

• Ray Hawthorne

## S
- Sahara Hotnights[136],[137]
- Say Anything[14],[138]
- Screeching Weasel[6],[139]
- Set Your Goals[140],[141]
- Shonen Knife[142],[143]
- Simple Plan[6],[144],[145]
- Something Corporate[146],[147]
- Son of Dork[148]
- The Soviettes[149],[150]
- SR-71[151],[152]
- Stellar Kart[153]
- Stereos[154],[155]
- Sum 41[6],[79],[156]
- The Summer Set[157],[158]
- Superchunk[159],[160],[161]
- Supergrass[162],[163],[164]
- The Swellers[165],[166]

## T
- Taking Back Sunday[167]
- This Century[168]
- Treble Charger[169]

## U
- The Undertones[170],[171],[172]
- Unwritten Law[173],[174],[175]

## V
- The Vandals[176]
- Vanilla Sky[177]

## W
- We Are the in Crowd[178]
- We the Kings[14],[179]
- Weezer[58],[73]
- Wheatus[37],[180]

## Y
- Yellowcard[181],[182],[183]
- You Me at Six[184]

## Z
- Zebrahead[185]